# Backus-Marblemount Ranger Station House No. 1009
La Backus-Marblemount Ranger Station House No. 1009 est une maison américaine située à Marblemount, dans l'État de Washington. Protégée au sein de la forêt nationale du mont Baker-Snoqualmie, elle est inscrite au Registre national des lieux historiques depuis le 10 février 1989.